# 朱恩鎦
应山和僖王朱恩镏（1458年—1495年9月6日），明朝应山端顺王朱豪𡑡嫡长子，母亲是王妃陈氏；明朝第三代应山王。

## 生平
天順三年（1459年）十二月，得赐名。弘治四年（1491年）受册袭封应山王。弘治八年（1495年）八月，朱恩镏去世。明孝宗闻讯，輟朝一日，按制度賜祭葬，谥和僖。
朱恩镏有嫡子朱寵洣，成化十九年（1483年）十月赐名，但早逝。于是朱恩镏死后没有后嗣。正德四年（1509年）六月，其弟镇国将军朱恩銈的嫡長子朱寵波请求袭封应山王，辽恭王朱宠涭代为上奏，明武宗认为按先帝成例，朱恩镏已经絕嗣，不當由他人襲封，令朱寵波仅襲封輔國將軍奉祀应山王府，以为成例。
《湖廣通志》误作朱寵洣袭封，死后无子，应山国才除封。

## 评价
- 《弇山堂别集》卷075：不剛不柔，小心畏忌。